# سلمل
سلمل، روستایی است از توابع بخش مرکزی شهرستان رامسر در استان مازندران ایران.

## جمعیت
این روستا در دهستان سخت‌سر قرار دارد و براساس سرشماری مرکز آمار ایران در سال ۱۳۸۵، جمعیت آن ۱۱ نفر (۵خانوار) بوده‌است.
با توجه به امکانات کم روستا و زمستانهای بسیار سرد فقط تعداد کمی از ساکنین آن به صورت تمام مدت سال در آن ساکن هستند و بخش بسیار زیادی از ساکنین فقط در تابستانها از شهرستان رامسر به سلمل کوچ برده و در آن ساکن می‌شوند. تعداد خانه‌های سلمل به بیش از 650 خانه می رسد.

## امکانات
روستای سلمل داری یک نانوایی، یک مسجد، دو سوپر مارکت دو کافه رستوران و چندین فروشگاه عرضه محصولات محلی می‌باشد.
یکی از معضلات اصلی این روستا نبود سیستم منظم جمع‌آوری زباله بود که ازآغاز سال 1403 خوشبختانه این مشکل روستا که موجب نارضایتی بسیاری از ساکنین آن بخصوص در فصل تابستان بود.حل گردید.
روستای سلمل دارای نقاط مختلفی با نام های گوناگون است.شهرک نمد مالان که همانطور از نامش پیداست دارای کارگاه وفروشگاه نمد مالی است.منطقه پشتاسو.منطقه مرکری روستا.منطقه چاک ومناطق بالا وپایین چشمه.
اقتصاد روستا علاوه بر فروش محصولات باغی وسبزیجات.به گردشگر وگردشگری در فصول بهار وتابستان وابسته است.
برای اسکان مسافرین نیز چندین خانه توسط اهالی روستا به صورت روزانه اجاره داده می‌شود.

## محصولات
فندق از مهمترین محصولات این روستا بوده و هر ساله مسافرانی که از این روستا گذر می‌کنند از فندق‌های تازه و مرغوب آن استفاده می‌کنند.
رب آلوچه جنگلی که توسط اهالی تهیه می‌شود نیز در فروشگاههای محلی قابل تهیه می‌باشد.